# Dolophine Smile
Dolophine Smile är The Fine Arts Showcase' fjärde och sista studioalbum, utgivet 2009 på Adrian Recordings.

## Låtlista
1. "Friday on My Knees"
2. "For Those Who Dream with Open Eyes"
3. "The Teenage Order"
4. "Lovesick"
5. "Dolophine Smile"
6. "Blue Perfume"
7. "Looking for Your Love"
8. "I'm Sorry"
9. "London, My Town"
10. "You Knew I Was Trouble from the Start"

## Mottagande
Skivan fick ett gott mottagande och snittar på 3,5/5 på Kritiker.se, baserat på tolv recensioner.

### Fotnoter
1. ↑  ”Dolophine Smile”. Discogs.com. http://www.discogs.com/Fine-Arts-Showcase-Dolophine-Smile/release/3246545. Läst 19 december 2012.
2. ↑  ”Dolophine Smile”. Kritiker.se. http://kritiker.se/skivor/fine-arts-showcase/dolophine-smile/. Läst 19 december 2012.